# کلکته (فیلم ۱۹۴۷)
کلکته (انگلیسی: Calcutta) فیلمی در ژانر جنایی، درام و نوآر به کارگردانی جان فارو است که در سال ۱۹۴۷ منتشر شد.

## بازیگران
- الن لاد
- گیل راسل
- ویلیام بندیکس
- گرترود آستور
- هری کوردینگ
- گوین مویر
- لاول گیلمور
- جیمی اوبری
- مورتون لاوری